# Château du Restmeur
Le château du Restmeur est situé à Pommerit-le-Vicomte en France.

## Localisation
Le château est situé sur la commune de Pommerit-le-Vicomte, à la sortie du bourg en direction de Squiffiec, dans le département des Côtes-d'Armor, dans la région Bretagne.

## Description
Le château est un ancien manoir. La propriété d'origine, près de trois mille hectares, s'étendait sur cinq communes. Aujourd'hui c'est un ensemble de 50 hectares très harmonieux du XVIIIe siècle présentant les principaux styles du siècle des Lumières, en cours de restauration depuis 1985 par Jean Baptiste et Christine de Bellescize.

## Historique
Le château est acquis en 1724 par Jean de la Monneraye, grand prévôt de Bretagne, il a été entièrement reconstruit en plusieurs campagnes de construction au XVIIIe siècle : construction des écuries et de la maison du chapelain en 1730, construction de la chapelle et du pavillon du gardien, de part et d'autre de la grille d'entrée, à partir de 1755 (la chapelle est consacrée en 1763) ; le logis a été reconstruit à partir de 1770 environ. Une nouvelle campagne de travaux en 1785-1790 voit la reconstruction (ou simplement le rhabillage) de la façade sud.
Il y eut une bataille entre Chouans et républicains en 1800 qui fit quatre morts. Les Chouans étaient commandés par Pierre Taupin, ancien valet de chambre de l'évêque de Tréguier, revenu dans le Trégor après une évasion rocambolesque du bagne guyanais pour venger l'exécution de son épouse. 
Durant la Seconde Guerre mondiale, le 10 mai 1944, quatre jeunes résistants étaient à la ferme du Restmeur quand les Allemands arrivèrent. Le gardien du château les ayant aperçus courut les prévenir. Ils s'enfuirent dans le bois. L'un d'entre eux, Henri Corbel, 22 ans, craignant de compromettre les fermiers, revint chercher son pistolet oublié sur la table. En s'échappant de nouveau il fut blessé à la jambe, interrogé sur place, torturé et exécuté une heure plus tard. Le 11 mai 1944, une grande croix de Lorraine fut déposé sur le perron de la chapelle du château où le recteur de Pommerit célébra la messe devant tout le village rassemblé[réf. nécessaire].
Il est inscrit partiellement au titre des monuments historiques par arrêté du 30 décembre 1997.

## Protection
Éléments protégés : la chapelle ; les façades et toitures du logis et des autres bâtiments ; jardin, verger et cour avec leurs murs de clôture et piliers ; rabine d'accès.